# Romanizirani Gali
Romanizirani Gali, Galorimljani, Galo-Rimljani, galsko-rimska kultura odnosno galo-rimska kultura, pojam je kojim se označuje kultura odnosno civilizacija koja je nastala prožimanjem galske i rimske kulture. 
Sara Melzer daje prednost pojmu romanizirani Gali pred pojmom Galorimljana, jer ono prvo odražava francusku percepciju koja je pomakla ljestvicu tik na rimsku stranu; proces civiliziranja pak je značio romanizacija, a brojni predstavnici francuske elite nisu smatrali Gale ravnopravnim partnerima u toj mješavini.
Oblikovala se je na područjima koje su Rimljani osvojili u galskim ratovima. To su bila područja rimskog posjeda Gallie Cosmate upravljanog iz Narbonske Galije odnosno poslije oblikovane provincije Galije. Iako su se Gali nakon što su ih Rimljani okupirali često bunili protiv rimske vlasti, romanizacija je uspijevala i bila je brza. Najveća naselja galskih plemena pretvorila su se u rimske gradove. Ti su gradovi bili mjestom razvitka kulture romaniziranih Gala. Ta je kultura bila bitnom u za oblikovanje zapadnoeuropske civilizacije koja je poslije nastala.
Osobine ove kulture su bile te da su Gali koje su Rimljani pokorili uvelike prihvatili rimske običaje i način života. Asimilacija se protegla i na usvajanje latinskog jezika. Ipak, iako je to bio jedan od najuspješnijih i najbolje dokumentiranih primjera romanizacije, romanizirani Gali su unatoč tome uspjeli sačuvati vlastiti identitet te se razlikovati od inih stanovnika Rimskog Carstva. Jakost tog identiteta se iskazala i stoljećima nakon rimskog osvajanja Galije. Taj je identitet iskazao svoju snagu i živost kad je za vrijeme krize 3. stoljeća stvoreno Galsko Carstvo koje je pak kratko trajalo, no to je bilo indikativno. Nakon Velike seobe naroda i pada Zapadnog Rimskog Carstva, političke institucije romaniziranih Gala zamijenila je vlast novodoseljenih germanskih plemena koji su se postupno stapali s dotadašnjim stanovništvom. Usprkos tome, kultura romaniziranih Gala se očuvala još nekoliko stoljeća, sve dok se romanizirani Gali i pridošli Germani nisu stopili u novu, francusku naciju.
Interpretatio romana  navodi rimska imena galskih božanstava, kao što je primjerice bog-kovač Gobannus, dok je od keltskih božanstava samo zaštitnica konja Epona uspjela prodrijeti u romanizirane kulture preko granica Galije.

## Srodni pojmovi
- romanizirani Briti
- romanizirani Iliri
- romanizirani Kelti